# Ɲ̀
Cette page contient des caractères spéciaux ou non latins. S’ils s’affichent mal (▯, ?, etc.), consultez la page d’aide Unicode.
Ɲ̀ (minuscule ɲ̀) est une lettre additionnelle qui est utilisée dans l'écriture de l’eton. Elle est composée d’un n hameçon diacrité d’un accent grave.

## Utilisation
Dans l’orthographe de Mark Van de Velde de l’eton, le ɲ̀ est utilisé pour représenter une consonne nasale palatale voisée syllabique avec un ton bas.

## Représentation informatique
Cette lettre possède les représentations Unicode suivantes :
| formes    | représentations | chaînes de caractères | points de code | descriptions                                                        |
| --------- | --------------- | --------------------- | -------------- | ------------------------------------------------------------------- |
| capitale  | Ɲ̀               | Ɲ◌̀                    | U+019D U+0300  | lettre majuscule latine n hameçon diacritique accent grave          |
| minuscule | ɲ̀               | ɲ◌̀                    | U+0272 U+0300  | lettre minuscule latine n hameçon à gauche diacritique accent grave |